# Formocortal
Formocortal (INN), còn được gọi là fluoroformylone, là một corticosteroid được sử dụng trong nhãn khoa.